# چیهو توری
چیهو توری (انگلیسی: Chiho Torii؛ زادهٔ ۲۹ ژوئیهٔ ۱۹۷۰) بازیکن والیبال اهل ژاپن بود.